# Rio Riánsares
O Rio Riánsares é um rio espanhol da provincia de Castela-La Mancha que nasce na Sierra de Altomira e percorre 99,26km até desaguar no Rio Ciguela dando origem a la Laguna del Taray. Este rio pertence a bacia hidiographica do Rio Guadiana.
Tem como principais afluentes o Rio Bedija.